# Hermann Fritzsching
Hermann Fritzsching (né en 1900, mort le 13 août 1954 à Berlin-Charlottenbourg) est un chef-opérateur du son allemand.

## Biographie
Fritzsching suit une formation d'ingénieur et commence sa carrière dans le laboratoire de Siemens. Le 1er septembre 1929, il rejoint l'industrie cinématographique.
Son premier travail est le support technique du premier film sonore d'octobre à décembre 1929 pour L'Immortel Vagabond de Gustav Ucicky. Il collaborera avec le réalisateur pour ses films de propagande nazie Le Concert de flûte de Sans-Souci, Morgenrot et Les Fugitifs. Fritzsching travaille pour l'UFA et les productions de Reinhold Schünzel. En 1938, Fritzsching va s'arrêter d'être dans la production cinématographique pour près d'une décennie et demie.
Il revient en 1952. Ses deux derniers films sont des œuvres de Gustav Ucicky, Ein Leben für Do et Die Hexe.

## Filmographie
- 1930 : L'Immortel Vagabond
- 1930 : Le Chemin du paradis
- 1930 : Le Concert de flûte de Sans-Souci
- 1930 : Bombes sur Monte-Carlo
- 1930 : Salon der Meerungeheuer
- 1931 : Princesse, à vos ordres
- 1931 : Im Geheimdienst (de)
- 1931 : Bombes sur Monte-Carlo
- 1931 : Émile et les Détectives
- 1931 : Le Capitaine Craddock
- 1931 : Ronny
- 1932 : Es wird schon wieder besser
- 1932 : Das Lied einer Nacht
- 1932 : Das schöne Abenteuer
- 1932 : Der schwarze Husar (de)
- 1932 : Wie sag' ich's meinem Mann?
- 1933 : Morgenrot
- 1933 : Ein Lied für Dich (de)
- 1933 : Ein gewisser Herr Gran
- 1933 : Les Fugitifs
- 1934 : Au bout du monde
- 1934 : Mon cœur t'appelle
- 1934 : Mein Herz ruft nach dir
- 1934 : Schloß Hubertus
- 1934 : Lockvogel (de)
- 1935 : Frischer Wind aus Kanada
- 1935 : Das Mädchen Johanna
- 1935 : Königswalzer
- 1935 : Liebeslied
- 1935 : Jonny, haute-couture
- 1936 : Savoy-Hotel 217
- 1936 : Hier irrt Schiller
- 1936 : Un mauvais garçon
- 1936 : Das Mädchen Irene
- 1936 : Horch, horch, die Lerch im Ätherblau
- 1936 : Die Heimat im Lied (documentaire)
- 1936 : Die Hasenpforte
- 1937 : On a tué Sherlock Holmes
- 1937 : Wenn Frauen schweigen
- 1937 : Streit um den Knaben Jo
- 1937 : La Habanera
- 1938 : Rätsel der Urwaldhölle (de) (documentaire)
- 1952 : Pension Schöller
- 1952 : Le Pays du sourire (de)
- 1952 : La Vigne joyeuse (de)
- 1953 : Ein Leben für Do
- 1954 : Émile et les Détectives
- 1954 : Die Hexe